# Batalla de Ayacucho (1827)
La Batalla de Ayacucho de 1827 fue un enfrentamiento militar librado durante la guerra de Iquicha, entre las fuerzas atacantes leales al fenecido Imperio español y la guarnición defensora de la ciudad, leal al gobierno de la República del Perú. El combate finalizó con una decisiva victoria de las fuerzas gubernamentales.

## Antecedentes
El 12 de noviembre de 1827, indígenas rebeldes (apodados iquichanos) tomaron Huanta en nombre del rey Fernando VII de España. Después del combate, intentaron negociar un acuerdo con los fieles al gobierno, atrincherados en la vecina Ayacucho, durante los días 22 y 24 del mismo mes, pero nada funcionó. Había sucedido que el prefecto local, general de brigada Domingo Tristán y Moscoso, envió tres sacerdotes a Huanta para intentar aplacar a los iquichanos, al mismo tiempo que enviaba una proclama a Chiara para reclutar morochucos, esperaba 250 fusiles desde Lima y moviliza las milicias cívicas, es decir, todos los vecinos entre 15 y 50 años en la ciudad.
Finalmente, los monárquicos avanzaron sobre la capital del departamento homónimo. Su plan era tomar la ciudad y cortar las comunicaciones entre Cuzco y Lima, aislando al sur del país, esperaban que luego se les sumarían las comunidades indígenas de Huancavelica, Ica, Aymaraes y Cerro de Pasco, formándose un gran ejército con el que reconquistar Perú, a la espera de refuerzos de la Santa Alianza.

## Fuerzas enfrentadas

### Realistas
Los realistas, según el político peruano Aurelio García y García en su artículo Recuerdos históricos de 1888, sumaban 4000 indios y 400 soldados españoles, sin embargo, el historiador francés Patrick Husson sostiene que estaba exagerando el heroísmo de los defensores republicanos; él cree que probablemente sólo eran 2000 a 3000. Otra fuente es el coronel peruano Francisco García del Barco, quien da un testimonio muy épico del combate, sosteniendo que los iquichanos cargaron contra la ciudad con 300 tiradores de línea, 100 prisioneros gubernamentales que se habían pasado a su bando y 400 indios armados con lanzas y rejones. Sin embargo, posteriormente habla de más de 4000 «cosacos de Iquicha» gritando en su avance por la pampa de Arcos.
También está la opinión del comerciante alemán radicado en el país desde 1824, Heinrich Witt, quien escribió en sus Diarios que eran 3000 a 4000 iquichanos atacaron la villa. En cambio, el obispo de Ayacucho, Fidel Olivas Escudero, escribió en 1924 que los asaltantes eran 80 fusileros desertores del ejército y 3000 montoneros (guerrilleros) indígenas. Esta fuente es aceptada por el historiador aymara Ramiro Reynaga Burgoa. El historiador Virgilio Galdo Gutiérrez sólo habla de unos 100 tiradores de línea y un gran número de indios armados con lanzas y rejones. El número más alto lo da el intendente Tristán: «la ciudad fué invadida por quince mil indios de Iquicha, comandados por otro indio Antonio Huachaca [sic]».

### Patriotas
Según el coronel García del Barco, los defensores apenas eran 100 soldados de línea con un único cañón. Galdo Gutiérrez defiende tal cifra. En cambio, Witt sostiene que eran 150 regulares distribuidos en ocho trincheras, cada una con una pieza de artillería. Ese último número es apoyado por autores modernos, como la historiadora peruana Cecilia Méndez Gastelumendi. Acorde a Galdo Gutiérrez, se les sumaron poco antes del combate 260 milicianos cívicos, vecinos movilizados para defender la ciudad, 120 hombres de Andahuaylas y 2000 morochucos. Witt rebaja el número de cívicos a 200 y otras fuentes el número de morochucos a 1000. Debe mencionarse que no todos estos refuerzos participaron de la batalla.

## Combate
El coronel Francisco de Vidal había sido enviado a reclutar hombres para el batallón N.º 8 en Ayacucho, pero al llegar a la ciudad la encontró asediada por una partida rebelde. Hábilmente logró infiltrarse con armas, municiones y pertrechos dentro para organizar la defensa. Todos los vecinos disponibles se apuntaron en el esfuerzo, temerosos que los realistas quemaran sus propiedades si ganaban. Vidal tenía a su mando dos compañías del batallón, las únicas fuerzas de línea presentes.
El 29 de noviembre, los monárquicos, liderados por el brigadier Antonio Huachaca, llegaron desde Mollepata. Primero avanzaron por Pampa del Arco, luego quemaron la casa del rico propietario Justo Flores, pero fueron dispersados. Según Witt, las fuerzas monárquicas avanzaron divididas en dos columnas: la principal, formada por más de 2000 indios, atacó por el centro de las líneas defensivas, mientras que una secundaria lo hizo por la izquierda. La primera fue vencida por las tropas de línea, a diferencia de la segunda, que fue rechazada por los milicianos. En cambio, Galdo Gutiérrez dice que las milicias cívicas ocuparon el centro de las líneas defensivas, bajo los tunales del arrabal Calvario, rechazando el asalto. Los reclutas de Andahuaylas atacaron el ala derecha iquichana en Huatatas y, finalmente, morochucos bajaron desde La Picota hasta la quebrada Honda, donde amenazaron la retaguardia realista. Después de esto, los rebeldes se retiraron hasta Macachacra bajo la persecución enemiga.

## Consecuencias
Al día siguiente, los vencidos continuaron su retirada hasta la colina de Mollepata y quebrada Honda, donde los vencedores les dieron alcance y les vencieron nuevamente. Los republicanos no tuvieron ningún muerto, mientras que los monárquicos sufrieron 200 a 300 fatalidades (Vidal eleva la cifra a 500). Además, quedaron prisioneros 68 o 78 iquichanos.
La derrota realista fue decisiva, impidiendo que una rebelión campesina local se volviera una auténtica guerra civil de mayor escala. Poco después llegaba el general de brigada Francisco de Paula Otero con 300 soldados desde Lima y el 12 de diciembre los republicanos recuperaron Huanta. También fueron incorporados al batallón de Vidal 400 prisioneros iquichanos. Entonces se inició la "pacificación" de las punas (mesetas) donde aún estaban los rebeldes, una verdadera campaña de exterminio encabezada por Otero, veterano en la lucha contra guerrillas.